# جيري كوكر
جيري كوكر (بالإنجليزية: Jerry Coker)‏ هو كاتب غير روائي وموسيقي أمريكي، ولد في 28 نوفمبر 1932 في ساوث بند في الولايات المتحدة.

## وصلات خارجية
- جيري كوكر على موقع ميوزك برينز (الإنجليزية)
- جيري كوكر على موقع أول ميوزيك (الإنجليزية)
- جيري كوكر على موقع ديسكوغز (الإنجليزية)